# ラジオ深夜便
『ラジオ深夜便』（ラジオしんやびん）は、NHKが毎日放送している深夜放送番組である。ラジオ第1放送、FMラジオ放送、ラジオ国際放送で放送する。毎月全国各地で催行される『ラジオ深夜便』リスナー向けイベント『ラジオ深夜便の集い』を公開収録して放送する。

## 概要

### 番組開始の背景
NHKのラジオ放送は災害時やオリンピック中継などを除き、ラジオ第1放送は5:00、FMは6:00に放送を開始し、双方とも当初は翌0:00、FMは1988年4月以後翌1:00に放送休止時間帯に入っていた。
当時のラジオ第1の最終番組は一時期の23:50 - 翌0:00を除き、23:55 - 翌0:00の最終版のNHKニュースと、翌0:00の君が代演奏の後チェレスタによるインターバル・シグナルであったが、その前の番組は『夢のハーモニー』（1965年4月 - 1984年3月）、『おやすみの前に』（1984年4月1日 - 1990年4月1日）、『ないとぶれいく』（1990年4月2日 - 1992年4月5日）が放送され、この枠でも基本的にディスクジョッキーを務めるアナウンサーが聴取者に語り掛ける雰囲気で話し、クラシックなど比較的静かな音楽を放送していた。
1988年9月に昭和天皇の重体以降、容態を随時伝える目的でNHKは総合テレビ・ラジオ第1・FMを24時間放送し、本来の放送休止時間帯にあたる未明・早朝帯にフィラーとしてクラシック音楽と関連ニュースを放送した。この速報体制は1989年1月7日の崩御で終了したが、「静かな音楽を終夜流す」放送形態が支持を呼び、24時間常時放送できないかと投書が数多く寄せられた。
1989年11月の3連休に「67時間ラジオいきいきラリー」と題した特別放送を実施し、通常は保守点検を行う深夜の時間帯に音楽や落語などを放送すると、中高年層から「大人が聴ける静かな番組」として支持されて『ラジオ深夜便』の誕生に繋がった。
従来は深夜時間帯の自然災害や突発的なニュースの発生時に、放送設備の電源投入や宿直・仮眠中の職員の準備など放送を開始するまでに10 - 15分を要したが、本番組の開始により初期対応の迅速化も図れる。
このNHK初となる本格的な終夜の深夜放送を開始するにあたり、当時の担当ディレクターから番組の題名を社内公募して『ミッドナイトシャワー』『深夜のがんばるマン』など、100以上の提案 を得た。

### ラジオ深夜便創設以降の歴史
1990年4月28日（4月27日深夜）から不定期放送で『特集 ラジオ深夜便』として0:00から放送を開始する。1990年度は大型連休、梅雨シーズン、盆、年末年始、春休みなどのほか、10月以降は週末にも放送した。1991年は、4月から仮定時放送に移行して月末を除いてほぼ毎日放送された。番組スタート時のアンカーは、松川洋右、宇田川清江、平岩毅、中村充、尾島勝敏、白鳥元雄、橋本潤子の7人だった。
1992年度（4月6日放送分）から23時台開始に繰り上げられて、正式にタイトルから「特集」の文言が削られて、レギュラーでの24時間放送 が始まるが、設備機器の保守作業や点検などで月に数回の休止日があり、#放送時間の変遷に詳細を記す。
レギュラー化初日の放送内容
- 23時台
  - ないとエッセー 瀬戸内寂聴
  - 吉川英治朗読・「私本太平記」林隆三
  - 天気予報
- 7日（以下同文）0時台
  - NHKニュース
  - ワールドネットワーク ニューヨーク・山崎康正
  - きょうの列島情報
- 1時台
  - 大学入学式 亜細亜大学学長・衛藤瀋吉
- 2時台
  - 視点・論点
  - ロマンチックコンサート
  - ふるさと情報
- 3時台
  - 朗読・私の本棚アンコール放送・「寄り添って老後 沢村貞子著」幸田弘子
- 4時台
  - こころの時代・「ひたむきに祈る」浅草寺貫主・壬生台舜

1996年度からラジオ第1放送休止時の1:00 - 5:00にFM放送でリレー放送を開始 するが、当初はモノラル放送であった。1998年度から正式に1:00 - 5:00の後半4時間をラジオ第1とFM放送はステレオで同時放送が開始され、FMも24時間終日放送に移行した。当初は日曜日深夜（月曜日の未明から早朝。）と保守点検実施日は休止であった。
ただ、1999年度まで、全地上波一斉休止日を除き、原則としてメンテナンスが発生した場合でも、どちらか一方の電波は終日流していたため補完はできていたが、特例以外はどちらか一方の電波は必ず送出している。NHK放送センターのAMラジオを送信するNHK菖蒲久喜ラジオ放送所からは、2000年7月の各局任意での休止枠設定以後は2008年9月23日3:00 - 5:00（9月22日深夜）と12月10日1:00 - 3:00（12月9日深夜）の2回にわたり2時間ずつの停波を伴う放送休止が行われたが、原則としてメンテナンス実施日は減力放送（通常300kW→予備送信機を使用して200kWか10kWの何れかで放送）で24時間放送する。
NHK大阪放送局も、年数回程度、月曜深夜・および特定メンテナンス日の一部において、出力100kW→予備送信所使用の10kWに減力する日がある。2000年7月以後、一応の定例の放送休止枠（ラジオ第1：原則第2・第4月曜深夜、FM：第1・第3・第5日曜深夜を基本）は設定しているが、全国共通とはせず、緊急有事対応のための各局任意設定に変更されたため、放送の中においても「一部の地域で放送設備の点検整備のため休止となるチャンネルがある」と説明を加えた（詳細後述）。
FMでの同時生放送を開始した理由は、深夜から早朝に中波の電波が外国の大出力局など、十分に聞こえにくい地域への安全を配慮する目的、および中波よりもFMでの受信でクリアな音質で聞きたいというリスナーが多いことも踏まえたものであり、また上記の通りやむを得ない事情で両方を停波しなければならない場合以外は、どちらか一方の電波を放送することで補填するため、緊急有事に欠かせない対応をとるためでもあるとしている。
- 1992年頃は、日本放送協会の労働組合である日本放送労働組合が、「労働強化」を理由に放送のレギュラー化に反対[注釈 9] した。
- 1995年4月から、金曜日深夜を原則として東京以外の放送局が担当することになり、通常の週に『関西発ラジオ深夜便』[12]、月末の金曜日に『地方発ラジオ深夜便』[13]、[注釈 10] それぞれの放送が始まる。
- 1998年に菊池寛賞を受賞する。
- 2000年に放送開始10周年を記念し、同番組のテーマソングをアレンジして芹洋子がイメージソング「夢」を発表する。
- 2005年4月の放送開始15周年を記念して、画家のエムナマエが製作したマスコットキャラクターを2004年11月に制定した。名称は一般公募で2005年1月末まで募集され、3月13日にNHKホールで開催した「ラジオ深夜便の集い」で「ゆめぞうくん」に決定した。
- 2018年、子育て中の母親から「（2時間おきの）授乳で疲れ切っている」と投稿されたことを契機として、子育て中の父母を応援する目的で「ママ☆深夜便」を開始。半年に1度の特別企画扱いであったが、好評だったため、2021年度からは月に1回のレギュラー企画として放送している。リスナーから「子育てをするのは母親（ママ）だけではない」と意見も寄せられタイトル名を変更し、2022年度から「みんなの子育て☆深夜便」に変更した[14]。
- 2019年4月27日より4月30日まで、放送開始30年を記念し、「平成とともに30年『ラジオ深夜便』新時代へ」のテーマで、特別放送を実施。
- 2019年8月に土曜日放送分の前座番組である『らじらー!』・『あさイチ』・『クローズアップ現代+』・『NHKスペシャル』・『今夜も生でさだまさし』とのコラボレーションで『この世界の片隅に』放送記念企画「#あちこちのすずさんプロジェクト」の一環として当番組公式サイト投稿分のエピソード（ただし、らじらー！サタデーで紹介したエピソードを除く）を放送した。
- 2020年3月30日に、ラジオ深夜便30周年記念特番『ラジオ深夜便のつどい・30周年スペシャル』（2020年3月8日、東京・渋谷NHKホールで収録）を放送。
- 2020年8月9日（8月8日深夜付け）・8月16日（8月15日深夜付け）の『深夜便ビギナーズ』で前日の前座番組である『らじらー!』・『あさイチ』・『クローズアップ現代+』・『NHKスペシャル』・『今夜も生でさだまさし』・『BS1スペシャル』とのコラボレーションで「終戦75年特別企画・#あちこちのすずさんプロジェクト2020」の一環としてらじらー！公式サイト投稿分で当番組スタッフが目に留まったエピソードを放送。
- 2021年8月13日（8月12日深夜付け）・8月15日（8月14日深夜付け）・8月20日（8月19日深夜付け）・8月22日（8月21日深夜付け）の4日間に土曜日放送分の前座番組である『らじらー!』・『あさイチ』・『クローズアップ現代+』・『今夜も生でさだまさし』・『沼にハマってきいてみた』・『NHK for School』・『BS1スペシャル』とのコラボレーションで「太平洋戦争80年特別企画・#あちこちのすずさんプロジェクト2021」の一環としてらじらー！公式サイト投稿分で当番組スタッフが目に留まったエピソードを放送する。
- 毎年12月第1週に『人権インタビュー』を放送している（2021年は未来へ 17アクションとの連動企画として実施）。
- 2025年10月からは、一旦AMのみの放送に戻る[15]。

### ラジオ深夜便創設後の他局影響
TBSラジオは1998年10月から22:00 - 翌0:00 に『BATTLE TALK RADIO アクセス』を開始、その後も『ニュース探究ラジオ Dig』『荻上チキ・Session-22』と報道に重きを置いた編成を2020年9月まで継続した。
ニッポン放送は、2003年10月から2012年3月まで3:00 - 5:00に「オールナイトニッポン」の冠をつけながらも中高年層を意識した『オールナイトニッポンエバーグリーン』『くり万太郎のオールナイトニッポンR』を放送した。2009年11月から22:00 - 翌0:00 に『オールナイトニッポンGOLD』を、2015年9月28日からは月曜日 - 木曜日の『オールナイトニッポンGOLD』に代わって「大人の音楽」をテーマにした『オールナイトニッポン MUSIC10』をそれぞれ開始した。
『オールナイトニッポン MUSIC10』とは、2024年1月29日・30日、2025年2月3日 - 6日にコラボレーション生放送を行った（後述）。

## 現行放送時間
2025年度
放送時間は24時台以後に内包されるニュース枠（24時台10分、他5分）を除いた実勢時間帯
| 放送局            | 放送時間                | 放送時間帯             | 放送時間帯             | 放送時間帯             | 放送時間帯             | 放送時間帯             | 放送時間帯             |
| 放送局            | 放送時間                | 午後11時台             | 午前0時台              | 午前1時台              | 午前2時台              | 午前3時台              | 午前4時台              |
| ----------------- | ----------------------- | ---------------------- | ---------------------- | ---------------------- | ---------------------- | ---------------------- | ---------------------- |
| NHK ラジオ第1放送 | 23:05 - 29:00 （325分） | 23:05 - 24:00 （55分） | 24:10 - 25:00 （50分） | 25:05 - 26:00 （55分） | 26:05 - 27:00 （55分） | 27:05 - 28:00 （55分） | 28:05 - 29:00 （55分） |
| NHK - FM放送      | 26:05 - 29:00 （165分） | （放送なし）           | （放送なし）           | （放送なし）           | 26:05 - 27:00 （55分） | 27:05 - 28:00 （55分） | 28:05 - 29:00 （55分） |

ラジオ第1がスポーツ中継・国会中継等で一部時間を放送できない場合、一部時間帯でそれを優先するために休止するほか、ヨーロッパ・アメリカ大陸開催時の近代オリンピック・FIFAワールドカップ開催時、また特に年度替わりの3-4月にNHK予算委員会審議が録音中継される場合は、2時（2024年度までは1時）以後、その競技・審議終了までFM単独で放送する場合もある。

## 放送体系
2025年度の放送体制を以下に記す。放送機器の点検・保守、台風報道や選挙報道および重大ニュース、プロ野球やオリンピックなどのスポーツ中継、組閣会見、国会でのNHK予算審議など、様々な要因による放送時間の変更に関しては後述する。
- ラジオ第1放送
  - 毎日23:05 - 翌5:00。12月31日放送分は放送開始時間が変更になる。（詳細は後述）
- FM放送（いずれもステレオ放送）[注釈 12]
  - 毎日翌2:00（本編は2:05頃） - 5:00、ラジオ第1放送が別番組を放送[注釈 13] の場合も2:00から通常番組を放送する。年末年始などFMが特別番組を編成する場合は放送時間の短縮や休止する場合がある。
- NHKワールド・ラジオ日本
  - 毎日23:05 - 翌5:00。
  - かつては日曜日は2:00 - 2:45に1週間前のNHKのど自慢を再放送、2:45 - 2:55に名曲スケッチ、2:55 - 3:00に海外安全情報を放送していた。2013年度の番組改編でこれらの番組が1時台から移動した[注釈 14]。
  - 月曜日は1:00 - 2:00に日曜討論を放送した時期があった（衛星ラジオは国内同時放送を行っているため再放送扱い）。原則として前日の日曜討論が放送時間枠拡大された場合や休止の場合は録音放送が休止となり、引き続き1時台も深夜便を同時放送するが、時間枠拡大の場合も時報を跨いで番組をそのまま続け、終了次第、途中飛び乗りで深夜便を同時放送することもあった。2013年度の番組改編で、「日曜討論」は日曜9時台の国内同時放送に一本化されて録音放送枠は2013年3月末で打ち切りとなり、4月から深夜便の同時放送枠に変更された。
  - 1990年代後半から放送開始したが、開始当初は23時台と翌4時台のみ放送したのちに、独自制作番組や独自編成時間の大幅な縮小と引き換えに国内同時放送枠が拡大された。2009年4月から現在の放送体系である。国際放送は、短波放送は地域により放送される時間帯・周波数が異なるが、衛星デジタルラジオは同一チャンネルですべての時間帯を聴取できる。ラジオ第1放送が別番組を放送する場合[注釈 13] は1:00まで別番組に差し替えて、1:00以降はFM放送と同時に通常番組を放送するが、国会中継の録音放送で終了時間が1:00を越える場合は終了まで差し替え放送を継続する。2007年4月22日の日曜日は、深夜放送分の4月23日0:20 - 5:00にラジオ第1放送と完全に同時放送され、国際放送は同時放送開始以来初めて1時台、2時台、3時台が放送された。毎時、時報の1分前にネット音声回線を遮断して次の日本語放送の周波数告知案内を行ったが、通常は番組放送中の周波数案内は深夜便のみ[注釈 15] である。

### 放送休止や減力放送の行われる日の対応
不定期（主にラジオ第1は第2月曜深夜、FMは第1・第3日曜深夜が多いが年2回程度、集中メンテナンスがある）で、放送設備点検を行うための放送休止、ないしは減力放送（ラジオ第1）が行われる場合は、開始当初から2000年6月（全国一斉）と、2023年4月以後（各局任意）は、ラジオ第1は深夜便の当日のアンカーによる生放送の、FMは事前収録した女性アナウンサーによる休止アナウンスが放送されている。
ラジオ第1は局によりアナウンス直後の0:59で飛び降りてそのまま国歌演奏を放送するか、1:00まで「世界の天気」のBGMを流し、時報を挟んでから国歌演奏を放送する局とに分かれており、国歌演奏後、局名IDアナウンスを終えてから、テストトーン信号、または停波（砂嵐音。らじるらじるは無変調）のどちらかとなる。2000年7月から2023年3月まで各局任意休止での休止や減力放送である場合も、局により0:59でネットを飛び降りるか、1:00の時報を放送した後にアナウンスを入れるかのどちらかの対応をとっていた（親局は減力放送を含めて通常通りで、かつ一部の中継局のみ休止であれば国歌を割愛する場合もある）。
2025年度から、FMの1時台はラジオ第2廃止を前提とした円滑な移行を念頭に教養番組を編成した関係で、同時放送は2時からとなった。放送機器点検による休止の実施は2時のニュース終了後（2時05分頃）から5時、ないしは5時55分までのどちらかとなる。さらに2025年10月期からは語学番組、高校講座、教養番組を月曜 ‐ 日曜の午前1時台から4時台に拡大して編成する。そのため深夜便の同時放送は廃止となる見込み。
1996年4月以後、深夜の放送休止はやむを得ない事情で双方の電波を止めなければならない場合を除き、どちらか一方の電波は必ず放送するようにしているが、2000年7月以後は全国規模で休止日は設定しているものの、休止の設定は各地域任意となった。
なお大規模な災害（地震・台風他）や、紛争などの緊急有事により緊急放送をしなければならない場合は、休止・減力放送を実施する日であっても、メンテナンスを中止して通常体制に準じて放送するが、能登半島地震発生直後の2024年1月7日深夜（時間上は1月8日未明）の大多数の地域のFM放送の休止や、1月15日深夜（同1月16日未明）の大阪のラジオ第1の出力減力放送などのように、予定通り放送休止や減力放送をした例もある。

### 大晦日から元日の編成
番組開始当初から、『NHK紅白歌合戦』と『ゆく年くる年』が生放送される関係で、『ラジオ深夜便』としてはごく初期のころは別の年越し特集編成で放送休止となることがあったが、1997年1月1日（テーブル上は1996年12月31日深夜）から、1:00開始で年越し特集が放送される。
1999年（1998年）は、番組タイトルを「1999ラジオでおめでとう」と改題して「ワールドネットワーク」の特集を放送し、のちに2000年（1999年）、2001年（2000年）は「深夜便」としては休止し別の年越し特番を放送した。2002年（同2001年）から「深夜便」の年越し編成が再開されたが、それでも長らく元日1:00からのスタートが続いていた。
2018年12月31日から2019年1月1日をまたぐ回からは、『ゆく年くる年』のラジオでの放送が事実上廃止、『年越し深夜便』として統合され年またぎ放送となった（2019年から2020年またぎ以後からは通常の『深夜便』の表題のままでの年越し生放送となっている）。なお平年元日0:00の時報直後には、『ゆく年くる年』の時代からニュースが放送されないため、2019年以後はNHK紅白歌合戦終了後の23:45 - 23:50（2019年大晦日は23:52まで）に、歴日上としては同年内最後となる全国ニュースが放送されてから、深夜便の年またぎ生放送が行われ、0:00の時報後もニュースに入らず年またぎの特別企画コーナーが放送されている。
2022年度まではFMは通常同様元日1:00から（年度により多少のずれあり）ラジオ第1と同時生放送だが、2023年度のそれは、編成上の都合で大晦日23:50から全編を通しての同時生放送を行うことになった。

### インターネット聞き逃し配信
2017年5月からNHKネットラジオ らじるらじるで、聞き逃し配信（アーカイブ配信）を提供している。
- 配信開始当初は、原則放送翌日の19:00以後（金曜日・土曜日・日曜日・祝日は翌平日に更新）、翌週の同じ曜日の19:00までの範囲で提供されていた。
- 著作権の関係で音楽が多用される翌2時台・3時台は配信されなかった[注釈 18]。
- 聞き逃し配信はその後改善され、2022年に大規模なアップデートを行った際に、1時間単位（この場合でも2・3時台は原則非配信）で、その時間の放送終了後（23時台であれば24:00〈翌日0:00〉以後、0時台は1:00以後というように）から1週間であれば聞き逃しを利用できるようになった。このため番組の内容説明のところで「一部の時間帯を除き、（その時間帯の）終了後にらじるらじるで1週間聞き逃し配信をしています。番組ホームページからアクセスができます」との説明も入れている。
- 2025年4月から、2時台・3時台も配信されるようになり、これまでの他の時間同様に聞き逃し配信で聴くことができるようになった。

2017年10月2日から（2018年3月30日から4月11日までを除く）は民放ラジオポータルサイト「radiko」でも番組自体の聴取は可能であるが、radikoでのタイムフリーサービスは利用できない。

### 緊急を要する場合
- 日本列島に台風や、集中豪雨により大規模な水害（特別警報、または大規模な土砂災害警戒情報などが発令される場合）が懸念される場合は、0時台以後毎正時からのニュースを10分 - 15分程度に拡大するとともに、毎時30分前後に5分 - 10分程度のニュースを特設する場合があり、1時台、4時台の事前収録のインタビューコーナーの中断、ないしは休止となることがあり、インタビューが休止となった場合には残余時間は音楽と話題、並びに担当アンカーに宛てられたハガキやメールの紹介に充当されることがある。また、2 - 3時台の音楽も予定した楽曲全部が放送できない可能性がある。
- 東日本大震災（2011年3月11日）、東日本台風（2019年10月12日）など、大規模な人命の危険性の高い自然災害、アメリカ同時多発テロ事件（2001年9月11日）など国際的な紛争などが発生した場合には番組自体が休止になる場合もある。
  - 2001年9月10日付は、台風15号が東日本に直撃するおそれから放送休止となり、全編を通して台風情報に差し替えられ[29]、次の9月11日も本来は台風情報を交えながら通常通り放送予定が、アメリカ同時多発テロ事件の影響を受け、そのテロ関連を中心に、台風情報は随時挿入に縮小の上ニュースが断続的に放送され、定時枠としては初めての2日連続の休止[30]となった。
  - 東日本大震災発生当初は、2011年3月11日[31]から3月13日[32]は3日間連続で休止し、3月14日[33]から3月18日（実際には3月19日未明）[34]まで、通常は1:00からのFMも、23時台または0時台から同時放送を開始し、0時台以後は30分間隔で震災関連のニュースや生活関連情報を伝え続けた。
- これらの場合は、放送設備点検が実施される日であっても、設備点検に伴う放送休止や減力放送（ラジオ第1）を中止、ないしは規模を縮小して、通常の体裁に準じて放送が行われる。
- 2024年パリオリンピック期間中は一部の日でラジオ第1で五輪中継を行う都合から、FMの平日（月曜から金曜）放送分を23時20分からの開始とした。

### 放送時間の変遷
曜日は午前5時を起点とした放送上基準とし、放送開始時刻が実際の日付をまたぐ場合は括弧くくりの特記事項として記す。特記なきものは毎日同じ時間で放送
メンテ日=年2回、春・秋の特定期間を対象とした放送設備集中点検日。
- 1992年から1995年までこの期間の月曜 - 金曜深夜。
- 1996年以後はラジオ第1は土曜日・日曜日を含むこの期間のおよそ10日間程度。FM（1998年以後）はこの期間の月曜日 - 木曜日2週間連続だが、各局任意となった2000年7月以後は金曜日・土曜日に休止にする局も一部あり。

定時の休止日であっても、有事や大型連休・お盆・年末年始などは通常放送した日もある。
| 年度               | ラジオ第1                                                             | FMラジオ                                                                                    | 休止日                                                                                      | 特記 |
| ------------------ | --------------------------------------------------------------------- | ------------------------------------------------------------------------------------------- | ------------------------------------------------------------------------------------------- | --- |
| 1990年             | 翌0:00 - 5:00                                                         | 放送なし                                                                                    | （特記事項参照）                                                                            | 4月 - 9月：不定期放送 10月 - 3月：金 - 日曜深夜（土 - 月曜未明）は定時放送、他の曜日は不定期放送 |
| 1991年             | 翌0:00 - 5:00                                                         | 放送なし                                                                                    | 毎週月曜深夜（火曜未明）と月末の月 - 木曜深夜（火 - 金曜未明）の全編                        | 月末の月 - 木曜深夜（火 - 金曜未明）を除いてほぼ毎日放送 |
| 1992年 - 1993年    | 23:15 - 翌5:00                                                        | 放送なし                                                                                    | 毎週月曜日・メンテ日の翌1:00-5:00                                                           | 1992年4月よりラジオ第1・定時の24時間放送移行 |
| 1994年             | 23:05 - 翌5:00                                                        | 放送なし                                                                                    | 毎週月曜日・メンテ日の翌1:00-5:00                                                           | 23:55 - 24:00に放送日付上当日最終版のローカルニュース・天気・局により当該地域の明日の暦も放送された。 |
| 1995年             | 23:10 - 翌5:00                                                        | 放送なし                                                                                    | 毎週月曜日・メンテ日の翌1:00-5:00                                                           | |
| 1996年・1997年     | 23:10 - 翌5:00                                                        | 翌1:00 - 5:00                                                                               | ラジオ第1：第2・第4月曜日・メンテ日の翌1:00-5:00 FM:ラジオ第1休止日に翌1:00から続けて放送   | ラジオ第1休止日にFMで放送開始。 日曜日は週によって地上波全チャンネル共通メンテナンスに当てていたため24:00終了で FMへリレーがない日もあった |
| 1998年 - 2000年6月 | 23:15 - 翌5:00                                                        | 翌1:00 - 5:00                                                                               | ラジオ第1（第2・第4月曜日・メンテ日） FM（毎週日曜日・メンテ日） いずれも翌1:00 - 5:00      | 1998年4月より1:00 - 5:00はFM放送でも同時放送開始と共にFMも定時の24時間放送移行 |
| 2000年7月 - 2005年 | 23:15 - 翌5:00                                                        | 翌1:00 - 5:00                                                                               | ラジオ第1（第2・第4月曜日・メンテ日） FM（第1・第3日曜日・メンテ日） いずれも翌1:00 - 5:00  | 2000年7月より一応のメンテナンス日は設定するが、 休止は緊急有事対応のため各局任意となる これは地震・台風・豪雨などの天災が発生した場合の災害対策基本法や、テロなどの大規模な有事が発生した場合の諸法律の義務を履行するための措置（総合テレビも同様）。 ※大規模なメンテナンスにならない限り、両方の電波が止まることはほぼない。                       |
| 2006年             | 月曜 - 金曜 23:20 - 翌5:00 土曜 23:10 - 翌5:00 日曜 23:40 - 翌5:00    | 翌1:00 - 5:00                                                                               | ラジオ第1（第2月曜・メンテ日） FM（第1・第3日曜・メンテ日） いずれも翌1:00 - 5:00           | 2006年度・2007年度は日曜日は「日曜名作座」を放送のためスタート時間変更 |
| 2007年             | 月曜 - 金曜 23:20 - 翌5:00 土曜 23:10 - 翌5:00 日曜 23:45 - 翌5:00    | 翌1:00 - 5:00                                                                               | ラジオ第1（第2月曜・メンテ日） FM（第1・第3日曜・メンテ日） いずれも翌1:00 - 5:00           | 2006年度・2007年度は日曜日は「日曜名作座」を放送のためスタート時間変更 |
| 2008年 - 2010年    | 月曜 - 金曜 23:20 - 翌5:00 土曜 23:10 - 翌5:00 日曜 23:15 - 翌5:00    | 翌1:00 - 5:00                                                                               | ラジオ第1（第2月曜・メンテ日） FM（第1・第3日曜・メンテ日） いずれも翌1:00 - 5:00           | 2008年度のみ第4日曜日は翌0:10開始。 |
| 2011年             | 月曜 - 金曜 23:20 - 翌5:00 土曜 23:10 - 翌5:00 日曜 23:40 - 翌5:00    | 月曜 - 木曜・日曜: 翌1:00 - 5:00（火-金・月曜未明） 金・土曜: 翌2:00 - 5:00（土・日曜未明） | ラジオ第1（第2月曜・メンテ日） FM（第1・第3日曜・メンテ日） いずれも翌1:00 - 5:00           | 2011年4月より ラジオ第1は日曜日のみ渋マガZ・「新・日曜名作座」、 FMは金曜日に「岡田惠和 今宵、ロックバーで〜ドラマな人々の音楽談義〜」、土曜日に「青春リアルスピンオフ・君の思いを受け止めた!」をそれぞれ放送するため開始時刻繰り下げ ※但し金・土曜日付けのFM放送は週により1時開始の場合もある                                                      |
| 2012年・2013年     | 月曜 - 金曜 23:20 - 翌5:00 土曜・日曜 翌0:10頃 - 5:00（日・月曜未明） | 翌1:00 - 5:00                                                                               | ラジオ第1（第2月曜・メンテ日） FM（第1・第3日曜・メンテ日） いずれも翌1:00 - 5:00           | ラジオ第1、新番組「wktkラヂオ学園」編成のため、土曜深夜付けは日曜日0時台スタートに、日曜深夜付けは月曜日0時台スタートになるため、歴日上での月曜日放送分は日曜深夜付けと月曜深夜付け・23:20開始分の実質2回放送に変更（0:00のニュースの進行状況によるため、必ずしも0:10丁度開始とは限らず） ラジオ第1・FMの同時放送が1年ぶりに毎日翌1:00 - 5:00に戻る |
| 2014年             | 月曜 - 金曜 23:20 - 翌5:00 土曜・日曜 23:10頃 - 翌5:00                | 翌1:00 - 5:00                                                                               | ラジオ第1（第2月曜・メンテ日） FM（第1・第3日曜・メンテ日） いずれも翌1:00 - 5:00           | ラジオ第1は「wktkラヂオ学園」の23時台廃止に伴う放送時間短縮により、土・日曜付けのスタートが翌曜日0時台から23時台に復帰したため、全曜日23時台スタートに戻る。 |
| 2015年 - 2018年    | 23:15 - 翌5:00                                                        | 翌1:00 - 5:00                                                                               | ラジオ第1（第2月曜・メンテ日） FM（第1・第3日曜・メンテ日） いずれも翌1:00 - 5:00           | ラジオ第1、平日の放送時間を5分繰り上げ、土曜日・日曜日の放送時間を5分繰り下げることにより、祝日を除き23:15スタートに統一 |
| 2019年 - 2024年    | 23:05 - 翌5:00                                                        | 翌1:00 - 5:00                                                                               | ラジオ第1（第2月曜・メンテ日） FM（第1・第3日曜・メンテ日） いずれも翌1:00 - 5:00           | ラジオ第1の放送開始を10分繰り上げ、23:05スタートに統一 |
| 2025年             | 23:05 - 翌5:00                                                        | 翌2:00 - 5:00                                                                               | ラジオ第1（第2月曜・メンテ日）翌1:00 - 5:00 FM（第1・第3日曜・メンテ日）翌2:00 - 5:00or5:55 | FMとの同時放送を翌2時からに繰り下げ（1時台はラジオ第2廃止を前提とした教養番組を編成したため。また5時台のFMは名目上フィラー番組扱い） |

## 出演アンカー・ディレクター
番組の進行役を「アンカー」と表現している。アンカーは英語の「錨（いかり）」で、「どっしり安定した頼りの綱」や「リレーの最終走者」を意味し、転じて「放送や新聞などのまとめ役」として「アンカーマン」の語が用いられる。
番組開始当初は、毎週同じ曜日を担当するアンカー（宇田川清江、遠藤ふき子ら）もいたが、基本的には各曜日につき2人のアンカーが担当し、それを奇数週と偶数週とに振り分けるが、2015年度から第5週のみを担当するアンカーも一部の曜日で設定された。
明日への言葉・ごはんの知恵袋・からだの知恵袋・インタビュー・ラジオ深夜便認知症カフェ・わたし終いの極意・時代を作った声では専属のディレクターが聞き手として参加する。

### 現在出演中のアンカー
- 基本的にはNHKの現役、または定年退職し嘱託などとなったアナウンサーが担当する。特記なきアナウンサーはNHKを退職したフリーアナウンサーである。担当アンカーが出演できない場合は、他のアンカーが代演する[注釈 21][注釈 22]。
- 地方局でFMリクエストアワーのパーソナリティ経験者は特記している。

アンカー一覧
- 須磨佳津江[注釈 23]（2003年4月 - ）
- 石澤典夫（2009年10月 - ・Fリクでは山形・鳥取を担当）
- 迎康子[注釈 24]（ラジオセンターシニアスタッフ、2010年4月1日 - ）
- 中村宏[注釈 25]（大阪放送局嘱託、2010年4月 -、Fリクでは岐阜を担当）
- 徳田章[注釈 26]（2010年4月 - 2011年7月3日、2016年4月 -、Fリクでは長野・福井・松山を担当）
- 高橋淳之[注釈 27]（ことばコミュニケーションセンター嘱託、2011年8月 -、Fリクでは浦和を担当）
- 住田功一[注釈 28]（2012年4月 - 2023年3月3日、2025年5月16日 -、Fリクでは熊本を担当）
- 森田美由紀[注釈 29]（東京アナウンス室、2013年4月 - ）
- 後藤繁榮[注釈 30]（ことばコミュニケーションセンター専属、2014年4月 -、Fリクでは札幌・富山を担当）
- 村上里和（ラジオセンター、2014年6月24日 - )
- 桜井洋子（東京アナウンス室嘱託、2016年4月 - )
- 芳野潔（ことばコミュニケーションセンター、2017年4月 -、Fリクでは室蘭・秋田を担当）
- 工藤三郎（2017年4月 -、Fリクでは旭川を担当）
- 柴田祐規子（ことばコミュニケーションセンター、2008年7月 - 2014年6月、2018年4月 - [注釈 31]）
- 松井治伸（ことばコミュニケーションセンター、2019年4月 - )
- 山下信（東京アナウンス室嘱託、2019年4月 - )
- 中川緑（ことばコミュニケーションセンター嘱託、2019年7月 - )
- 山本哲也（放送研修センター嘱託、2022年4月 - [注釈 32]）
- 小野塚康之（2023年4月7日 - )[37]
- 畠山智之（ことばコミュニケーションセンター、2024年4月4日 - )[38]
- 礒野佑子（ラジオセンター、2025年4月24日 - )

| 放送曜日 | 第1週  | 第2週 | 第3週                           | 第4週    | 第5週 |
| -------- | ------ | ----- | ------------------------------- | -------- | ----- |
| 月曜日   | 松井   | 中川  | 松井                            | 中川     | 迎    |
| 火曜日   | 工藤   | 須磨  | 工藤                            | 須磨     | 高橋  |
| 水曜日   | 芳野   | 石澤  | 芳野                            | 石澤     | 山本  |
| 木曜日   | 畠山   | 村上  | 畠山                            | 礒野[地] | ★[地] |
| 金曜日   | 小野塚 | 中村  | [関西]（偶数月） 住田（奇数月） | 桜井[地] | ★[地] |
| 土曜日   | 後藤   | 森田  | 後藤                            | 柴田     | 後藤  |
| 日曜日   | 徳田   | 山下  | 徳田                            | 山下     | 徳田  |

- [関西]：大阪を含む関西各局アナウンサーによる持ち回り担当。
- [地]：『地方発』を放送する可能性がある曜日であり、『地方発』の放送時は各局のアナウンサーが担当。金曜については原則最終週は『地方発』が編成されるが、[地]表記のない他週・他曜日に『地方発』を特別編成する場合などで放送枠が地方局から返上された時に東京から「フライデースペシャル」として放送する週もある。
- ★：第5木・金曜（東京発を編成する場合）は迎・高橋・山本による持ち回り担当。

### 過去に出演した主なアンカー
番組開始当初は隔週交代出演制ではなく、毎週出演が多かった。隔週交代制の定着は1996年ごろからで、その際は基本的に奇数週が女性、偶数週は男性のアンカーが主に担当する。

#### 男性
- 明石勇（2000年4月 - 2017年3月、第2・第4日曜日→第1・第3日曜日→第5日曜日）
- 秋山隆（2007年4月 - 2008年3月）
- 伊藤健三（2012年4月 - 2013年3月、第2・第4月曜日）
- 尾島勝敏（1990年 - 1991年）
- 葛西聖司（2007年4月 - 2011年3月、第2・第4月曜日）
- 川野一宇（2000年4月 - 2017年3月、第1・第3水曜日[注釈 33]）
- 国井雅比古（2006年4月 - 2007年3月、第2・第4月曜日）
- 小林弘明（1990年 - 1995年）
- 斎藤季夫（1995年 - 2007年3月、第2・第4木曜日）
- 榊寿之（2005年4月 - 2010年3月、奇数週土曜日）
- 高梨敬一郎（1996年4月 - 1998年3月、関西発）
- 立子山博恒（1997年4月 - 2001年3月）
- 中村充（1990年 - 1995年8月、毎週日曜日）
- 西橋正泰（1998年4月 - 2012年3月、第1・第3金曜日、関西発）
- 二宮正博（ラジオセンターシニアスタッフ、2015年4月 - 2022年3月30日、第5水曜日担当。ラジオニュースは継続している）
- 平岩毅（1990年 - 1993年3月）
- 古屋明信（1998年4月 - 2002年3月）
- 古屋和雄（2000年 - 2006年3月、第2・第4月曜日）
- 松川洋右（1990年 - 1996年）
- 松田輝雄（1996年4月 - 1997年3月）
- 松本一路（2007年4月 - 2017年3月、第2・第4木曜日→第5火曜日。降板後は月に一度の4時台、自身がアンカーを務めていた頃のアンカーコーナーでもある「スポーツ名場面の裏側で」とラジオニュースを担当）
- 水野節彦（2001年4月 - 2009年9月 第2・第4火曜日。現在も番組内の「明日へのことば」インタビュアー・ディレクターを担当している。）
- 峯尾武男（1997年4月 - 2010年3月、第2金曜日、関西発）
- 宮川泰夫（2005年4月 - 2018年3月、第2・第4月曜日）
- 三宅民夫（2018年4月 - 2019年3月、第1・第3火曜日、2019年4月1日から『三宅民夫のマイあさ!』担当に伴い降板）
- 村田昭（1997年 - 2005年3月、第2・第4日曜日）
- 山田誠浩（1998年4月 - 2000年3月）
- 山中勇（1990年 - 1992年）
- 吉本忠郎（1993年）
- 渡辺誠弥（1995年4月 - 1996年3月、月末を除いた金曜日、初代関西発アンカーマン）
- 和田篤（1992年 - 1995年3月、隔週木曜日）

#### 女性
- 宇田川清江（番組開始 - 2010年3月、毎週土曜日→奇数週土曜日→奇数週日曜日）
- 遠藤ふき子（1993年10月 - 2020年3月、第5月曜日。1992年4月から1年間夫の赴任地であるドイツで「ワールドネットワーク」のリポーターを担当。1993年に帰国後、アンカーに就任。当時としては最年少の47歳だった。土曜日、午前1時台に放送される『話芸100選』では中川緑と交互に出演中）
- 大越泰子（1992年 - 1994年）
- 大沼ひろみ（仙台局へ異動にともない降板。2016年4月 - 2019年6月）
- 加賀美幸子（2000年 - 2007年3月24日。第2・第4土曜日）
- 河村陽子（1993年4月 - 2003年4月。介護など家庭の事情から降板。2年ほどのブランクののち、現在[いつ?]に至るまで制作ディレクターと「ラジオ深夜便こころの時代」のインタビュアーを担当）
- 久保慶子（1991年 - 1995年）
- 栗田敦子（2010年4月 - 2013年12月。病気療養のため、2013年12月21日放送分を最後に休演し、そのまま2014年3月をもって正式に降板）
- 柴田優子（1990年 - 1992年）
- 高橋恭子（1992年 - 1993年）
- 高橋美紀子（1996年 - 1998年）
- 橋本潤子（1990年、初期に数回担当）
- 日野直子（1990年 - 1992年、1993年 - 1997年）
- 広瀬修子（2002年 - 2005年、第2・第4水曜日）
- 室町澄子（1995年 - 2006年3月、第1・第3・第5木曜日、2006年4月以降も「ミッドナイトクッキング」の担当は2009年3月まで続いた）
- 森川靄子（1998年4月 - 2002年3月）
- 山根基世（1998年4月 - 2000年3月）
- 渡邊あゆみ（2020年4月 - 2024年3月21日、第1・第3木曜日）

### 現在出演中のディレクター
- 遠田恵子（わたし終いの極意）* バーランド・和代（ごはんの知恵袋&からだの知恵袋）
- 斎藤佳奈（ごはんの知恵袋&からだの知恵袋）
- 佐治真規子（ラジオ深夜便認知症カフェ&からだの知恵袋&ごはんの知恵袋）
- 牛窪万里子（ラジオ深夜便　23時台インタビュー&明日への言葉）

## テーマ曲
- Roger Webb, Norman Newell『THE CHANCE YOU TAKE』[注釈 34][40]（午後11時台、午前0時台、午前1時台）
  - 午後11時台、午前0時台は60秒バージョン[41]
  - 午前1時台はピアノバージョン[42]
- Network Music Ensemble『Sojourn』[43]（午前2時台）
- Network Music Ensemble『Cloud Pilots』[44]（午前3時台）
- Simon May『20th Century Andante - Version 3』[45][注釈 35]（午前4時台）
- 横山克『your tuning』（エンディング[注釈 36]）

## 使用曲
- Laurens van Rooyen『Imaginary Landscapes』

午後11時台「各地の明日の日の出の時刻」BGM
- Sweet People『Santorin』

午前0時台「世界の天気、予想最低・最高気温」BGM

## 番組の時間割
- 時刻表記は日本時間（JST）
- 時報前に天気、時報後にニュースが入る。
- 『地方発』は従来の編成を基に、独自企画を放送する。
- 様々な要因による放送時間の変更に関しては後述。
- 年末年始については#放送体系の項で詳述する。

2025年度
| 時刻 | コーナー名 | コーナー名 |
| 11:05 | オープニング・トーク （午後11時台 - 翌午前4時 番組内容紹介） |            |
| --- | --- | ---------- |
| 午後11時台 | - 第1週 月 - 木・土 - ミッドナイトトーク（前半） |            |
| 午後11時台 | 月曜日 |            |
| 午後11時台 | - 第2週・第3週 - 日本列島くらしのたより |            |
| 午後11時台 | - 第2週・偶数月‐ほむほむのふむふむ（前半） - 第2週・奇数月‐さいとうの○○（仮）（前半） - 第3週 - 真夜中のコンサートホール（前半） - 第4週 - あすが輝く ことばの世界（前半） - 第5週 - 真夜中の本屋さん（前半） |            |
| 午後11時台 | 火曜日 |            |
| 午後11時台 | - 第2週 - 第4週 -日本列島くらしのたより |            |
| 午後11時台 | - 第2週 - ともに歩む100年人生（前半） - 第3週 - 夜ばなし歌謡喫茶（前半） - 第4週‐不思議あふれる 身近な世界（前半） - 第5週‐深夜便特集（前半）                                                                 |            |
| 午後11時台 | 水曜日 |            |
| 午後11時台 | - 第2週 - 第4週 - ワールドネットワーク |            |
| 午後11時台 | - 第2週‐キネマへのいざない（前半） - 第3週‐ディープな昭和100年（前半） - 第4週‐美の応援団（前半） - 第5週‐深夜便特集（前半）                                                                                  |            |
| 午後11時台 | 木曜日 |            |
| 午後11時台 | - 第2週 - 第4週 - ワールドネットワーク |            |
| 午後11時台 | - 第2週・偶数月‐哲学者のよもやま話（前半） - 第2週・奇数月‐令和つれづれ草（前半） - 第3週‐元気が出るサイエンス（前半） - 第5週 - 季刊深夜便                                                                   |            |
| 午後11時台 | - 第4週 - みんなの子育て☆深夜便 子育てリアルトーク（前半） |            |
| 午後11時台 | 金曜日 |            |
| 午後11時台 | - - 第1週 - 第3週 ‐ 関西発 日本列島くらしのたより |            |
| 午後11時台 | - 第1週 - 第3週 - ぼやき川柳 - 第4週・偶数月 - 深夜便特集（前半） - 第4週・奇数月-春風亭昇太のレコード道楽（前半） - 第5週 - 季刊深夜便                                                                       |            |
| 午後11時台 | 土曜日 |            |
| 午後11時台 | - 第2週 - 第4週 ‐ 日本列島くらしのたより - 第2週 - 深夜便NEXT（前半） - 第3週‐いい味、オイシイ話（前半） - 第4週・偶数月 - 本の国から（前半） - 第4週・奇数月‐本のほんもの（前半） - 第5週 - 季刊深夜便       |            |
| 午後11時台 | 日曜日 |            |
| 午後11時台 | - 第1週 - 第3週‐日本列島くらしのたより - 第1週‐旅の達人（前半） - 第2週‐吉田類の酒と人生（前半） - 第3週‐芸の道 輝きつづけて（前半） - 第4週 - こころの荷おろし深夜便（前半） - 第5週 - 深夜便特集（前半）    |            |
| 11:55頃 | 天気概況・明日の日の出の時刻 |            |
| 0:00 | ニュース |            |
| 0:10 | オープニング（午前0時台 - 午前4時 番組内容紹介） |            |
| 午前0時台 | |            |
| - 第1週 火 - 金・日 - ミッドナイトトーク（後半） | |            |
| 火曜日 | |            |
| - 第2週・偶数月‐ほむほむのふむふむ（後半） - 第2週・奇数月-さいとうの○○（仮）（後半） - 第3週‐真夜中のコンサートホール（後半） - 第4週‐あすが輝く ことばの世界（後半） - 第5週 - 真夜中の本屋さん（後半） | |            |
| 水曜日 | |            |
| - 第2週 - ともに歩む昭和100年（後半） - 第3週 - 夜ばなし歌声喫茶（後半） - 第4週 - 不思議あふれる 身近な世界（後半） - 第5週 - 深夜便特集（後半）                                                         | |            |
| 木曜日 | |            |
| - 第2週‐キネマへのいざない（後半） - 第3週‐ディープな昭和100年（後半） - 第4週‐美の応援団（後半） - 第5週‐季刊深夜便                                                                                      | |            |
| 金曜日 | |            |
| - 第2週・偶数月‐哲学者のよもやま話（後半） - 第2週・奇数月‐令和つれづれ草（後半） - 第3週‐元気が出るサイエンス（後半） - 第5週 - 季刊深夜便                                                               | |            |
| - 第4週 - みんなの子育て☆深夜便 子育てリアルトーク（後半） | |            |
| 土曜日 | |            |
| - 第1週 - 第3週 ‐ アジアリポート - 第4週・偶数月‐深夜便特集（後半） - 第4週・奇数月‐春風亭昇太のレコード道楽（後半） - 第5週 - 季刊深夜便                                                                 | |            |
| - 第1週 - 第3週 - かんさい玉手箱 | |            |
| 日曜日 | |            |
| - 第2週‐深夜便NEXT（後半） - 第3週‐いい味、オイシイ話（後半） - 第4週・偶数月‐本の国から（後半） - 第4週・奇数月‐本のほんもの（後半） - 第5週‐季刊深夜便                                                  | |            |
| 月曜日 | |            |
| - 第1週 - 旅の達人（後半） - 第2週 - 吉田類の酒と人生（後半） - 第3週 - 芸の道 輝きつづけて（後半） - 第4週 - こころの荷おろし深夜便（後半） - 第5週 - 深夜便特集（後半）                                 | |            |
| 列島きょうの動き、天気概況・世界の天気 | |            |
| 1:00 | ニュース |            |
| 1:05 | オープニング（午前1時台 - 午前4時 番組内容紹介） |            |
| 午前1時台 | |            |
| - 火曜日 - 木曜日 - 深夜便アーカイブス | |            |
| 金曜日 | |            |
| - 第1週 ‐ 第3週・第5週 - 深夜便アーカイブス - 第4週 ‐ みんなの子育て☆深夜便 真夜中の絵本 | |            |
| 土曜日 | |            |
| - 第1週・第2週 - 人ありて、街は生き - 第3週 - 上方落語を楽しむ - 第4週 - NHK総合、ラジオ第2の過去の番組をアンコール放送 - 第5週 - 季刊深夜便                                                              | |            |
| 日曜日 | |            |
| - 第1週 - 第4週 - 話芸100選 - 第5週 ‐ 深夜便アーカイブス | |            |
| 月曜日 | |            |
| - ラジオ文芸館 | |            |
| 深夜便のうた、天気概況 | |            |
| 2:00 | ニュース |            |
| 2:05 | オープニング（午前2時台 - 午前4時 番組内容紹介） |            |
| 午前2時台 | |            |
| - ロマンチックコンサート | |            |
| 金曜日 | |            |
| - 第4週 - みんなの子育て☆深夜便 みんなの音楽 | |            |
| 土曜日 | |            |
| - 第3週 - かんさいストーリー（午前2時台・前半） | |            |
| - 第3週 - ロマンチックコンサート（午前2時台・後半） | |            |
| 天気概況 | |            |
| 3:00 | ニュース |            |
| 3:05 | オープニング（午前3時台 - 午前4時 番組内容紹介） |            |
| 午前3時台 | |            |
| - にっぽんの歌こころの歌 | |            |
| 金曜日 | |            |
| - 第4週 - みんなの子育て☆深夜便 みんなの音楽 | |            |
| 天気概況・全国の天気 | |            |
| 4:00 | ニュース |            |
| 4:05 | オープニング |            |
| 午前4時台 | |            |
| - 明日へのことば | |            |
| 火曜日 | |            |
| - 第5週 - わが心の人 | |            |
| 水曜日 | |            |
| - 第1週‐ 五木寛之のラジオ千夜一夜 - 第3週 ‐ スポーツ明日への伝言 - 第4週 ‐ 心に花を咲かせて | |            |
| 木曜日 | |            |
| - 第2週 -私のアート交遊録 - 第3週 -インタビュー | |            |
| 金曜日 | |            |
| - 第2週 - 人生の道しるべ - 第4週 - みんなの子育て☆深夜便 ことばの贈りもの | |            |
| 土曜日 | |            |
| - 第4週 - 私の人生手帖 | |            |
| 日曜日 | |            |
| - 第1週・偶数月、第2週・奇数月、第3週- インタビュー - 第4週 偶数月 - 夜明けのオペラ | |            |
| - 第1週・第3週・第5週 - もっと、べらぼう | |            |
| 月曜日 | |            |
| - 第1週 - インタビュー - 第2週 - 師匠を語る - 第3週 - にっぽんの音 - 第4週 - 絶望名言 - 第5週 - 明日へのことば                                                                                            | |            |
| エンディング（誕生日の花と花ことば・あすの予告、このあとの番組案内） | |            |

## 定時ニュースの担当者
- 2014年3月30日付（3月31日未明）まで、原則として0時台 - 2時台と3時台 - 4時台の2人が交代で担当。2013年4月以後、0時台 - 2時台は基本的に17:00からのラジオ第2で放送される「株式市況」（概況の件）を担当するアナウンサーが担当するが、その週に担当しない深夜便のアンカー（日曜深夜の明石、水曜深夜の川野、木曜深夜の松本がこれにあたる[注釈 46]）、または過去に深夜便を担当したアンカー（水野ら）が担当する場合がある。また3時台 - 4時台は放送日上では当日22:00と、翌日9:10から同じくラジオ第2で放送される「気象通報」を担当するアナウンサーが出演していた。月曜深夜の0時台 - 2時台の瀬田光彦、3時台 - 4時台の石平光男、金曜0時台 - 2時台の新井成吉、隔週日曜0時台 - 2時台の水野はほぼ固定で担当している。
- 2014年3月31日から、気象通報が16:00からの1回のみとなったことや、株式市況の冒頭の平均終値などの指数放送もすべて自動音声（偶数月・瀬田、奇数月・伊藤）に変更されるなどの編成の見直しが実施された都合で、深夜シフトについても見直しが行われ、一時期はそれまでの3:00を分岐としたアナウンサーの2交代制が廃止され、深夜便の放送が始まる直前の23:00から4時台までのすべての定時ニュースを同じアナウンサーが担当していたが、7月ごろから再び2交代制となり、2:00まで23時台全国ニュース担当アナウンサー（原則として現役アナウンサー）、3時台・4時台は23時台関東・甲信越のニュースを担当アナウンサー（主に日本語センター所属者か、嘱託契約、ないしはシニアスタッフのアナウンサー）の担当に変更された。

## 同時放送

### ラジオ

#### 2024年
2024年1月29日・30日にニッポン放送制作で一部の全国ラジオネットワーク（NRN）加盟局とFM COCOLOにて放送されている『オールナイトニッポン MUSIC10』とのコラボレーションと同時放送を行った。『MUSIC10』が放送されている22時台はニッポン放送のスタジオに本番組のアンカーが出演し、本番組開始後の23時台はNHKのスタジオとニッポン放送のスタジオを結んで同時生放送を行った。そして、翌0時台は『MUSIC10』のパーソナリティがNHKのスタジオに出演する方式をとった。
放送内容は、ラジオの深夜番組の魅力と思い出をリスナーから寄せられたメールを紹介して、パーソナリティ間で語り合ったほか、能登半島地震の発災後の放送だったため、ラジオにおいて、被災された方の為に何ができるのかについてや、被災された地域のリスナーのメッセージを紹介しながら、ラジオの在り方について考える時間を設けた。

#### 2025年
2025年2月3日から6日に、2024年に続いて、ニッポン放送の『オールナイトニッポン MUSIC10』とのコラボレーションと同時放送を行う予定。形式としては、『MUSIC10』が放送される22時台はニッポン放送のスタジオに本番組のアンカーが出演し、本番組開始後の23時台はNHKのスタジオとニッポン放送のスタジオを結んで同時生放送を行うことになっている。

### テレビ
深夜便の内容をNHKテレビで放送する試みが行われている。いずれもテレビとの同時放送が始まるとテーマ曲「 The Chance You Take 」が流れる。
- 2004年11月6日の地震・台風災害関連特番（前述）
- 2005年3月20日 - 3月21日深夜（3月21日 - 3月22日未明）「NHK80周年・深夜便15周年記念深夜便スペシャル」（0時台から1時台にかけて）
同番組は3月19日から3日間に渡って行われたが、編成の関係上3月19日はラジオ第1のみで行われた。

1. 3月19日 「だから深夜ラジオは面白い 深夜ラジオの魅力」
宇田川清江（司会）、下重暁子（作家）、五木寛之（作家）、三上寛（歌手）
2. 3月20日 「ビッグパーソナリティー・深夜の開放者たち」
明石勇（司会）、宇田川清江（司会）、愛川欽也（俳優）、落合恵子（作家 元文化放送アナウンサー）、斉藤安弘（ニッポン放送アナウンサー、オールナイトニッポンエバーグリーンパーソナリティー）
海賊船拉致事件人質解放の臨時ニュースが入り、テレビではこのニュースのために一時中断。
3. 3月21日 「シンガーソングライターの時代」
遠藤ふき子（司会）、古屋和雄（司会）、谷村新司、南こうせつ、坂崎幸之助、中島みゆき（コメントゲスト、録音出演）

- 12月25日深夜（12月26日午前）「テレビ深夜便」2:00から1時間、BS-hiで同時放送（2:00のNHKニュースではBS-hiは渋谷駅前の中継映像を放送。音声はラジオと同時）
- 2006年4月 「眠れないあなたへ ラジオ深夜便から」
月2回・3回の日曜深夜（月曜0:00 - 1:00）に「地球特派員2006」と原則隔週交互での定時放送がおこなわれた。内容はラジオセンター132スタジオの内部（132スタジオの窓越しにはニューススタジオの内部も見える）と副調整室の様子（副調整室に2台カメラを設置）それに全国各地の天気カメラの映像や風景（観光名所の映像の一部は、放送直前に収録したものもあり）などを交えて放送された。ラジオ第1放送が一部地域での気象警報・交通情報および選挙開票速報による番組中断でもBS-hiでは全国規模の場合を除き一切中断なしで通常通り132スタジオからの音声が流れた。0:00の時報後、過去に2回選挙開票速報のニュースがあったため、番組開始までの間の15分間、1回は天気カメラの映像と音楽をはさんで放送。もう1回は別番組に差し替えていた。2006年12月24日深夜（12月25日未明）の放送を最後に終了となった。
- 2006年7月24日深夜（7月25日未明0:40 - 2:00）、女性のうつ病を考えると題した特別番組として国井雅比古アンカーと迎康子アンカーの司会、ゲストに吉永みち子（作家）、加茂登志子（東京女子医科大学）、山口律子（うつ病患者の支援団体代表者）を交えた座談会を教育テレビと同時放送（FMは1:10から）。
- 2013年3月31日深夜（4月1日未明2:05過ぎ - 約20分程度）総合テレビで生放送中のおやすみ日本 眠いいね!とのコラボレーション。同番組司会の宮藤官九郎、又吉直樹と同回ゲストの生田斗真、遠藤賢司がゲスト出演（当日のアンカーは明石勇）、4月1日開始の連続テレビ小説「あまちゃん」（宮藤が脚本担当）についても宣伝した。

## 派生番組

### ラジオ
- 2009年12月5日13:00 - 14:00、FM放送で『中島みゆきのラジオ昼間便（なかじまみゆきのらじおひるまびん）』を放送。深夜便リスナーである中島みゆきと葛西聖司アンカーがトークを繰り広げた。
- 2010年11月21日13:05 - 15:55で、『ラジオ昼間便』を放送（国際放送は13:15から）。深夜便の雰囲気をそのまま昼間に持ち込んで展開するもので、柴田アンカーが進行役を勤めた。ゲストとして深夜便ファンの著名人を代表して谷村新司、天野祐吉、後藤邑子の3人が出演し、深夜便の魅力やラジオの持つ豊かさについて語り合った。
- 2013年5月3日に10:05頃 - 11:50に「ラジオ音楽便」と銘打って、「ロマンチックコンサート」を題材にしてクラシック音楽の特集を行った（アンカーは川野・森田の両名 ゲスト・グッチ祐三、クミコ）。普段はリクエスト曲の募集はしていないが、この特別番組については特例でリクエスト曲を募集していた。2013年8月24日9:05頃 - 10:55にも、「にっぽんの歌こころの歌」のリクエスト大会を同様に開催する（アンカーは松本・須磨の両名 ゲスト・ささきいさお）[48]
  - この企画をもととして、2014年4月5日から土曜日の23時台・0時台に「大人のリクエストアワー」のコーナーが発足し、レギュラー化した。

### テレビ
- 1999年9月20日[49]・9月21日[50]・9月22日[51]、NHK教育テレビジョン『ETV特集』で深夜便を題材にした特集が3日間放送された。

周年記念番組
- 2010年、深夜便20周年記念として「真夜中のきずなを求めて 200万人の深夜便リスナー」と題されたテレビ特番が放送された。深夜便に影響を持ったリスナーや、中川翔子（タレント・女優）、秋元康（プロデューサー）、辻井いつ子（辻井伸行実母）らのインタビューを放送した。ナレーターは柴田アンカー。
  - 5月2日（再放映5月5日）に30分版で放送された後、5月29日（再放送6月2日）に新たにアンカーインタビューや生放送の舞台裏を収録した45分版が放送された。
- 2025年、深夜便35周年記念として「あなたはひとりじゃない〜ラジオ深夜便 35年の物語〜」が放送された。今回は人生で起こった喜び・哀しい出来事を深夜便に投稿した様々なリスナーが登場し、その想いを語ったほか、オンエアの模様を録画した映像も随所に登場。同年5月6日放送。

## 地方発深夜便
- 1990年 - 1991年の試験放送の時代から数回地方発の放送が実施されたが、本格的には1995年から実施されている。内容も、通常の放送とは一味違う構成となっている。
- 年末年始など一部を除いた原則として金曜日の実施で、毎月1週目 - 3週目は大阪放送局製作の『関西発ラジオ深夜便』、4週目・5週目は東京・大阪以外の各地方放送局が製作する『地方発ラジオ深夜便』を放送する。年末年始など一部例外的に東京発となるときがある。1998年度は大阪発が1週目・3週目・5週目、それ以外が2週目・4週目の担当だった。
- 関東地方[注釈 49] の東京以外からの地方発ラジオ深夜便はそれぞれの放送局からではなく、通常の東京発と同じくラジオセンターCR-132スタジオから放送されることがほとんどである。関西地方の場合でも大津発（2009年5月）・奈良発（2006年11月）などを大阪のスタジオ[注釈 50] から放送し、東海地方の場合でも名古屋のスタジオ[注釈 51] で放送した。それ以外はほとんどはそれぞれの特集の舞台となる都道府県の放送局から放送される。
- 地方発が放送される場合は、事前にその土地土地にちなんだお便りの募集告知が流れる。関西発を除いて、直近にその地方で行われた「深夜便のつどい」の模様が放送される場合が多い。「地方発深夜便」の観覧募集のお知らせは、担当する放送局の総合テレビやラジオ第1のローカル枠で流れる。
- 中国地方では、2007年2月23日深夜に「広島発・中国地方ラジオ深夜便」を全国ネットではなく中国ブロックネットで放送した。アンカーは清川徹アナウンサーが担当した。
- 基本的には第4・5金曜が地方発に充てられるが、2012年以後の3月10日 - 3月11日にかけての東日本大震災発生日（3月11日）にちなんだ特集（2012年は「仙台発」、2013年は「福島発」、2014年と2016年は仙台から「東北地方発」、2015年は「盛岡発」として放送）など、例外として他の曜日や、第3金曜日に放送されることもある。

## 海外発深夜便
これまでも、「ワールドネットワーク」で部分的に海外からの中継はあったが、2011年5月18日と5月19日の放送はブラジル・サンパウロとの中継を結びながら送る史上初の全編海外発となる「ブラジル発ラジオ深夜便」として放送された（現地放送局のスタジオを貸切の上で放送。毎正時のニュース・全国一斉放送の地震情報のみ従来どおり東京・ラジオセンターから放送）。日本との時差は12時間あり、現地では昼間の時間帯であった。
この番組は現地進行役に明石勇を派遣し、全編を通してブラジルについての話題、日本とブラジルとの国交や移民100周年を超えた日系人文化について、ブラジルにゆかりのある日本人へインタビューを交えて紹介。ブラジルの文化・芸術や日系人のリスナーからリクエストを募る日本の歌特集などを紹介した（リスナーからリクエストを募る「日本の歌・こころの歌」の特集は公開生放送で行なわれた）。一部コーナーが休止や前後の日へ振り替える。

## イベント
- 『地方発』の放送に併せて公開録音イベント「ラジオ深夜便の集い」を開催している。これは「こころの時代講演会（2010年以降は明日へのことば講演会としてリニューアル）」と「アンカーを囲む会」（会場によっては「ラジオ深夜便落語百選落語会」など娯楽アトラクション）の2,3部構成で構成されている。
  - 母体となった企画は1992年に開催された国主催のイベント「心豊かな長寿社会を考える国民の集い」で行われた宇田川清江、松川洋右によるトークショー「深夜便を語る」だったが、そのやり取りが好評で、1993年に同じキャストでNHK横浜放送局主催・NHKテレビ放送開始40周年記念「横浜女性フォーラム」で講演を行い、定番化するため、1994年11月に戸田市で第1回「深夜便の集い」の公開収録が行われた。[52]
- このほか、節目の記念年度にはNHKホール（過去に1997年、2000年=深夜便10周年、2005年=深夜便15周年、2010年=深夜便20周年、2013年=NHKホール40周年、2015年=深夜便25周年、2020年=深夜便30周年）で、関西発を含む全アンカー総出演で大々的な集いを実施する。
- 2005年1月には阪神・淡路大震災10周年記念「深夜便ウォーク」と題し、神戸市内のウォーキングイベントと集い（公開録音）を併催する試みが行われた。
- 2015年には25周年記念展がNHKスタジオパークで行われ、公開スタジオでは、現役アンカーと歴代OB/OGアンカーによるトークショー「深夜便の集いinスタジオパーク」も行われる[53]
- 2020年3月8日に渋谷NHKホールで、ラジオ深夜便30周年記念特番「ラジオ深夜便のつどい・30周年スペシャル」 が、新型コロナウイルスの感染拡大防止のため無観客で収録された。（2020年3月30日・3月31日放送）
- 地方発の公開録音とは別に、1990年代終盤 - 2000年代初めごろに、古賀政男音楽博物館・けやきホールで、同博物館が主催した池田憲一による音楽講話を放送し、それに合わせて池田とアンカー、ゲストの歌手を交えた「ロマンチックコンサートの集い」も行われていた。[54] 地方発も一部で池田による音楽講話を行ったものもあった。しかし、池田が2007年春に物故[55] してから、このけやきホールでの集い、並びに音楽講話は開催されなくなった。
- 2019年度以降は関東地方で開催される「深夜便の集い」に限り、1時台と4時台に分割して放送される。

## 関連書籍・雑誌等
- 番組機関誌「ラジオ深夜便」がNHK財団（2023年4月号まで統合前のNHKサービスセンター）から毎月発行されている。同誌は1996年に同年夏号として季刊で創刊し[56]、13号（1999年5月・6月号）からは隔月刊[57]、40号（2003年11月号）からは月刊[58] となった。当初は会員制（定期購読専用）だったが、1998年から一般の書店でも発売する。アンカーコーナー、サンデートーク、深夜便こころの時代の紙上再録と、アンカーエッセー、お便りなどで構成されている。アンカーエッセーは現在奇数月号は奇数週、偶数月号は偶数週に担当するアンカーのコラムを載せている。
- 番組の最後・5:00前に放送される「今日の誕生日の花」のコーナーも毎年10月ごろにNHKサービスセンターから「誕生日の花・カレンダー」と題して出版される。当初この誕生日の花のコーナーは1990年の国際花と緑の博覧会（花の万博）の開催記念に制定されたものだったが、その後一部変更して誕生日祝いにふさわしくない花言葉などを削除して、番組独自に再編成した誕生日の花を設定した。2008年と2011年に「誕生日の花ときょうの一句」、2013年には「誕生日の花と短歌・新装改訂版」がそれぞれ発刊された。
- アンカーコーナーも一部書籍化されている。2009年ごろまでNHK出版を中心に、2010年からはNHKサービスセンターを中心に出版されている。
- 2005年の放送15周年を記念して書籍「ラジオ深夜便完全読本」[59] がNHKサービスセンターから発刊された。同書は歴代深夜便アンカーの現況や、4時台「深夜便こころの時代」の全放送リストなどを掲載している（2006年度 - 2011年度版も「深夜便年鑑」、2012年度・2013年度・2015年度は「深夜便ファンブック」として発行。連日放送されているヘビーローテーション曲のコーナー・「深夜便の歌」の楽曲の楽譜・CDが特典に付いている。2014年は「深夜便うた読本」と題し「深夜便の歌」「ロマンチックコンサート」「日本のうた・こころのうた」などの音楽に特化したもので発行）。
- 自らのアンカー経験をつづった書籍「眠れぬ夜のラジオ深夜便」[60] を宇田川が著している。2010年に宇田川の降板に際して番組機関紙から「深夜便読本・宇田川清江特集号」が発行された。
- 2006年 - 2010年の4年間にわたって放送された月1回のシリーズインタビュー「五木寛之のわが人生の歌語り」をまとめた書籍が角川書店（現在：KADOKAWA角川書店BC）より、CDがコロムビアミュージックエンタテインメントから発行されている（第1巻「昭和の哀歓」、第2巻「昭和の青春」）。
- その他の書籍（特記がないものは、NHKサービスセンター・ステラMOOK）には次がある。
  - 「こころの時代」 2007年 - 2009年に季刊として10号発売され、「あすへのことば」にリニューアルする2010年には「特選集」と題して上下2巻で発売された。
  - 「季語で日本語を旅する - 保存版「ラジオ歳時記」」（2006年）、「季語で日本語を旅する 総集編」（2010年）機関紙に連載している俳人・鷹羽狩行の俳句コーナーの書籍化。
  - 「ラジオ深夜便 珠玉のことば 〜深夜便からの100のメッセージ〜」（2010年）深夜便放送20年にわたる数多くのインタビューの中から、100人の有名人のコメントを集めた名言集。
    - 「新・珠玉のことば」（2015年）番組25周年記念出版
    - 「珠玉のことば特選集」（2020年）番組30周年記念出版

  - 「ラジオ深夜便 こころのエッセー」（2011年）深夜便の放送開始15周年と機関紙発行10周年を記念して2006年から募集を開始した「深夜便こころのエッセーコンクール」。毎回リスナーのこれまでの経験や日常の体験を描いた暖かいエッセーが寄せられたが、その第5回募集（2010年）を記念して刊行された。同書では第4回までに発表された作品から入選作43作品をとりあげている。
  - 「あすへのことば・特選集」（2011年）「あすへのことば」で放送されたインタビューの中から抜粋して収録したもの。
  - 「誕生日の花ときょうの一句」（第1集・2010年、第2集・2011年）番組の終わりに放送される「その日の誕生日の花と花言葉・きょうの一句」を放送年度ごとにまとめたもの。
  - 「ないとエッセー」（2012年）ないとエッセーで放送されて好評を得たエピソードをまとめて書籍化。
  - 「よく遊びよく遊べ 隠居大学」（2011年 朝日新聞出版）
  - 「隠居大学第1・2集」（2012年）

※同名コーナーの書籍化で、2011年刊は2010年度、2012年刊は2011年度の対談をまとめている。
  - 「女優が語る私の人生」（2013年）2009年度 - 2011年度に放送されたインタビューシリーズの書籍化。
  - 「母を語る」（第1集・2009年、第2集・2010年、第3集・2011年、第4週・2014年、特選集・2020年）同名コーナーの書籍化
  - 「わが心の人」（2020年）同上
- iTunes Music Storeのオーディオブックから、いくつかの番組が購入可能である。